# 70亿人
《70亿人》是2018年面世的編程类益智游戏，由Tomorrow Corporation开发及发行，首发面向Windows、macOS、Linux平台，后依次登陆任天堂Switch、iOS、Android。游戏延续了前作《人力資源機器》的故事，机器人取代人类劳动力后，为满足人类的就业欲望，给他们安排毫无意义的工作。玩家的任务是指挥人类员工，即通过拖拽指令标签的方式编写程序，安排他们完成各类任务。
开发商Tomorrow Corporation注重成本控制，自行研制引擎，创作美术音乐，惟仍与一名外部人员合作开发本作。本作也是工作室的首款续作遊戲。评论肯定了《70亿人》的难度，认为游戏既能供无编程经验的玩家上手，又在优化代码方面向玩家提出挑战。评论还认为相对于《人力資源機器》的单线程的汇编式语言，本作引入了条件指令和多线程概念，更值得游玩。

## 玩法

玩家执行用「标签式指令」写好的程序，等待员工将数据方块交给粉碎机销毁

《70亿人》是编程类益智游戏《人力資源機器》的续作。本作故事在前作结局之上延续：机器接管了人类的劳动力市场，愤怒的人类纷纷要求就业；为安抚人类，机器人建造了一幢巨塔，将全球70亿人「录用」，给他们安排毫无意义的琐事。玩家的任务是编写指令，指挥员工高效地完成任务。
游戏画面左侧是人类办公室，其中有若干员工、寫有隨機數字绿色數據方塊，以及粉碎机、洞口等其他交互对象。玩家要指挥员工完成各类任务，如将數據方塊按数字大小排序放置，或将数字最小的數據方塊投进粉碎机销毁。指挥工作通过编程实现：屏幕右侧是标签式指令，玩家拖拽所需指令，将之有序组装好，之后运行程序，等待员工自动完成任务。例如，玩家将「拿起」「行走」「放下」指令由上至下排好后执行代码，员工将拾取对象，走到目的地，再将之放下。
前作《人力資源機器》采用汇编语言，玩家仅指挥一名员工；而《70亿人》使用新语言，玩家要调度多名员工。下达指令时所有员工会同时作业，故游玩《70亿人》时要考虑多线程问题。除顺序执行指令外，玩家还可使用「若」（if）指令实现条件判断，如「若员工前方有洞，则放下物品」。玩家还可借助「跳轉」（jump）重新执行上方指令，实现循环效果。游戏会分阶段解锁新功能，如读写記憶體、获取最接近的数据方块、使用同步锁等。
《70亿人》共有60余道谜题，玩家解开一道谜题后即可解锁下一题。每道谜题有两项额外挑战目标：一是以有限的指令数实现目标，二是在给定的执行时间内完成任务。玩家有困惑时可查看提示或跳關。

## 开发与发行
《70亿人》由美国三人工作室Tomorrow Corporation开发。工作室注重成本控制，僅有的开支是「税收和生活成本」。开发《70亿人》时，团队自行研制引擎，创作美术音乐，惟仍与一名外部人员有合作。工作室此前开发了编程游戏《人力資源機器》，他们认为就编程游戏这一小众市场而言，该作表现远超预期。《70亿人》是《人力資源機器》的续作，也是Tomorrow Corporation的首款续作游戏。工作室有意拓展中文、韩文、俄文等市场，与社区译者合作翻譯该作。开发者制定挑战目标时，参考了测试版玩家游玩数据。
2018年1月，Tomorrow Corporation发布《70亿人》预告片。同年8月23日，游戏登陆Windows、Linux、macOS平台。10月25日，任天堂Switch版游戏发售，支持触摸屏和Joy-Con运动感应两种操控方式。开发者表示，尽管他们已开发过三款任天堂Switch游戏，但在该平台上开发《70亿人》时，仍面对调整文字大小等界面设计难题。游戏依赖光标式操作，故未登陆不支援触控的PlayStation和Xbox游戏机。2020年3月12日，日本公司Fly High Works发行了任天堂Switch合辑《人力資源機器 豪華版》。此实体版合辑除收录《人力資源機器》与《70亿人》两作外，还附赠96页的日语版编程指南手册，以及两张原声音乐CD。移动端方面，iOS版于2018年12月6日上架，Android版于两年多后的2021年7月15日面世。

## 評價
| 汇总媒体             | 得分                   |
| -------------------- | ---------------------- |
| Metacritic           | 77/100（任天堂Switch） |
| OpenCritic（推荐率） | 56%                    |

| 媒体           | 得分   |
| -------------- | ------ |
| 4Players       | 79%    |
| Destructoid    | 7.5/10 |
| 任天堂世界报道 | 8.5/10 |
| Pocket Gamer   | 4.5/5  |
| Stuff          | 5/5    |

评测称《70亿人》雖為编程游戏，但无程序编写背景的玩家亦可上手。4Players编辑Benjamin Schmädig认为，拖拽代码标签的玩法适合不谙编程之玩家。Fami通.com编辑Kitano Toon（北埜トゥーン）建议玩家从《人力資源機器》入门，先熟悉如何指挥一名员工；触乐编辑陈静则认为游戏「由浅入深」，玩家未玩过前作也能经由教学关卡上手。Jeuxvideo.com的Clementos肯定了游戏的难度曲线，并认为跳关和游戏提示这两项机制对新手友好。游侠网编辑刹那·F·赛耶亦称游戏「循序渐进」，且對僅追求通關的玩家而言，《70亿人》不比一般益智游戏更难。他还打趣地称，开发者「为了把[玩家]骗上码农之路，[...]所做的一切可谓不择手段」。
另一方面，评论认为《70亿人》兼具挑战性。Pocket Gamer的Harry Slater认为，随着游玩深入，玩家要考虑条件和循环结构，且需思考与试错方能成功。Kitano也持类似观点，并称玩家即便完成任务，也值得去思考如何精简命令，写出高效解法。赛耶称《70亿人》的关卡有成十乃至上百种解法，身为解谜游戏却「极其自由」，Stuff的Craig Grannell则称赞游戏「巧妙地」限制了这种自由：「你凑出一堆极其丑陋的意大利面式代码，终于解决了一道艰巨任务；你自认为是天才，却获知实属垃圾，所写代码用了必要行数的两倍」。
评论还评点了《70亿人》的编程语言风格，并将之与前作对比评价。赛耶称，《人力資源機器》采用汇编语言模式，玩家需模拟CPU逐条执行指令，而《70亿人》中，玩家要像C语言程序员一样调度线程；两者相较，《70亿人》更有趣、更值得挑战。电FaminicoGamer编辑Khamrai Tao（カムライターオ）认为前作中指令有限，而本作引入了if指令和記憶體，游玩体验更像编写程序。Destructoid编辑TheBlondeBass则认为，《70亿人》依赖jump语法且指令类型有限，所产代码丑陋，难付诸现实编程，但玩家可借助游戏学习编程理念。陈静也持类似观点，还认为结合前作来看，开发者或有意让玩家了解编程演化史。Benjamin Schmädig认为代码复杂时，跳转语句箭头交错，版面混乱难读。
评测认为《70亿人》情节幽默。Craig Grannell称游戏故事简单却荒诞俏皮，还肯定了游戏的配乐和卡通画面。陈静也称，《70亿人》将《人力資源機器》的幻灯片式过场升级为配音小动画，对职场文化的嘲讽力度更强。评测还点评了Switch版和手机版的操控与界面。Nintendo World Reporter编辑Melanie Zawodniak在Switch版评测中称，以桌上模式游玩时，用Joy-Con陀螺仪操作的效果大体良好，但因游戏面向触控操作设计，故更适合以手提模式游玩；Nintendo Life编辑加文·萊恩持同样观点，还认为游戏字体清晰易读。Slater认为iOS版游戏未完美适配手机小屏幕，重排或删除指令不方便，但总体不妨碍游玩。
《70亿人》获美国2021年度Google Play之最佳独立游戏奖项。